# Бачевци (Бајина Башта)
Бачевци су насеље у Србији у општини Бајина Башта у Златиборском округу. Према попису из 2022. било је 123 становника.
Овде се налазе Манастир Светих царствених мученика Романових и Црква Светог пророка Илије у Бачевцима.

## Демографија
У насељу Бачевци живи 131 пунолетни становник, а просечна старост становништва износи 42,5 година (39,8 код мушкараца и 45,0 код жена). У насељу има 53 домаћинства, а просечан број чланова по домаћинству је 3,15.
Ово село је насељено Србима (према попису из 2002. године), а у последња два пописа дошло је до блажег пада у броју становника.
|  |

| Демографија | Демографија | Демографија |
| Година      | Становника  | Становника  |
| ----------- | ----------- | ----------- |
| 1948.       | 168         |             |
| 1953.       | 176         |             |
| 1961.       | 218         |             |
| 1971.       | 199         |             |
| 1981.       | 214         |             |
| 1991.       | 174         | 174         |
| 2002.       | 167         | 169         |

| Етнички састав према попису из 2002.‍ | Етнички састав према попису из 2002.‍ | Етнички састав према попису из 2002.‍ | Етнички састав према попису из 2002.‍ | Етнички састав према попису из 2002.‍ |
| ------------------------------------ | ------------------------------------ | ------------------------------------ | ------------------------------------ | ------------------------------------ |
|                                      |                                      |                                      |                                      |                                      |
| Срби                                 | Срби                                 |                                      | 166                                  | 99,40%                               |
| Црногорци                            | Црногорци                            |                                      | 1                                    | 0,59%                                |

| Година пописа     | 1948. | 1953. | 1961. | 1971. | 1981. | 1991. | 2002. |
| ----------------- | ----- | ----- | ----- | ----- | ----- | ----- | ----- |
| Број домаћинстава | 29    | 30    | 53    | 43    | 57    | 54    | 53    |

| Број чланова      | 1 | 2  | 3 | 4 | 5 | 6 | 7 | 8 | 9 | 10 и више | Просек |
| ----------------- | - | -- | - | - | - | - | - | - | - | --------- | ------ |
| Број домаћинстава | 9 | 16 | 8 | 6 | 9 | 3 | 1 | 1 | 0 | 0         | 3,15   |

| Пол    | Укупно | Неожењен/Неудата | Ожењен/Удата | Удовац/Удовица | Разведен/Разведена | Непознато |
| ------ | ------ | ---------------- | ------------ | -------------- | ------------------ | --------- |
| Мушки  | 67     | 17               | 45           | 5              | 0                  | 0         |
| Женски | 72     | 9                | 46           | 15             | 2                  | 0         |
| УКУПНО | 139    | 26               | 91           | 20             | 2                  | 0         |

| Пол    | Укупно                    | Пољопривреда, лов и шумарство | Рибарство                            | Вађење руде и камена | Прерађивачка индустрија       |
| ------ | ------------------------- | ----------------------------- | ------------------------------------ | -------------------- | ----------------------------- |
| Мушки  | 40                        | 25                            | 0                                    | 1                    | 1                             |
| Женски | 27                        | 15                            | 0                                    | 0                    | 1                             |
| УКУПНО | 67                        | 40                            | 0                                    | 1                    | 2                             |
| Пол    | Производња и снабдевање   | Грађевинарство                | Трговина                             | Хотели и ресторани   | Саобраћај, складиштење и везе |
| Мушки  | 0                         | 1                             | 1                                    | 1                    | 2                             |
| Женски | 0                         | 0                             | 1                                    | 2                    | 0                             |
| УКУПНО | 0                         | 1                             | 2                                    | 3                    | 2                             |
| Пол    | Финансијско посредовање   | Некретнине                    | Државна управа и одбрана             | Образовање           | Здравствени и социјални рад   |
| Мушки  | 0                         | 0                             | 3                                    | 2                    | 2                             |
| Женски | 0                         | 0                             | 0                                    | 5                    | 2                             |
| УКУПНО | 0                         | 0                             | 3                                    | 7                    | 4                             |
| Пол    | Остале услужне активности | Приватна домаћинства          | Екстериторијалне организације и тела | Непознато            | Непознато                     |
| Мушки  | 1                         | 0                             | 0                                    | 0                    | 0                             |
| Женски | 1                         | 0                             | 0                                    | 0                    | 0                             |
| УКУПНО | 2                         | 0                             | 0                                    | 0                    | 0                             |